# L'Alemany (Viladrau)
L'Alemany és una masia de Viladrau (Osona) inclosa a l'Inventari del Patrimoni Arquitectònic de Catalunya.

## Descripció
Masia de planta rectangular (14x9) amb el carener perpendicular a la façana situada a migdia. Consta de planta i primer pis. La façana principal, davant de la qual hi passa el camí d'anar al Pujol, presenta un portal d'arc de mig punt amb emmarcaments de gres i en la dovella central una creu, i dues finestres, una de quadrada amb reixa de forja, i una altra amb emmarcaments de totxo arrebossat; al primer pis tres boniques finestres, totes elles amb emmarcaments de gres; la del sector O és molt bonica i presenta la llinda i l'ampit bellament esculturats amb estil goticitzant, la central, del mateix estil, presenta motius a l'ampit, i la del sector E és la més senzilla de les tres. La façana O presenta un cobert de fibrociment (uralita) al sector S, i dos portals amb llinda de fust, i una finestra a la planta, i dues finestretes quadrades al primer pis. La façana N és cega excepte una finestreta tapiada al primer pis i s'hi observen forats de les bigues d'algun cobert. La façana E presenta un petit cobert d'uralita a la planta al costat d'un portal rectangular amb llinda de fusta i emmarcaments de totxo; al primer pis presenta al sector N un cos de porxos amb barana de fusta i una finestra quadrada al sector S.

## Història
Edifici relacionat amb l'antic mas L'Alemany que probablement formava part dels 82 masos que existien en el municipi pels volts de 1340, segons consta en els documents de l'època. El trobem registrat en els fogatges de la "Parròquia i terme de Viladrau fogajat a 6 de octubre 1553 per Joan Masmiguell balle com apar en cartes 230", juntament amb altres 32 que continuaven habitats després del període de pestes, on consta un tal "Servia Alemany". Els actuals propietaris no mantenen la cognominació d'origen.